# ベルフェゴール
ベルフェゴール（Belphegor）とは、キリスト教における、七つの大罪に比肩する悪魔の一人。「怠惰」「好色」を司る悪魔とされる。ベルフェゴル、ベールフェゴル（Beel phegor）等ともいう。

## 古代神としてのベルフェゴール
ベルフェゴールは、古代モアブで崇められた神バアル・ペオル（Baal peor בַעַל-פְּעוֹר）を前身とする。この名は恐らく「ペオル山の主神」を意味する。このバアルと言う名が、慈雨と豊穣の神のバアルを指すのか、単に一般名詞としての「主神」という意味なのかは不明。また「ペオル」は裂け目という意味で、この神に捧げるために山の岩の裂け目に供物を投げ入れていたという解釈もある。
この古代神が、キリスト教の浸透とともに一神教に基づく聖書世界で卑小化され、悪魔とされていったのである。

## キリスト教世界でのベルフェゴール

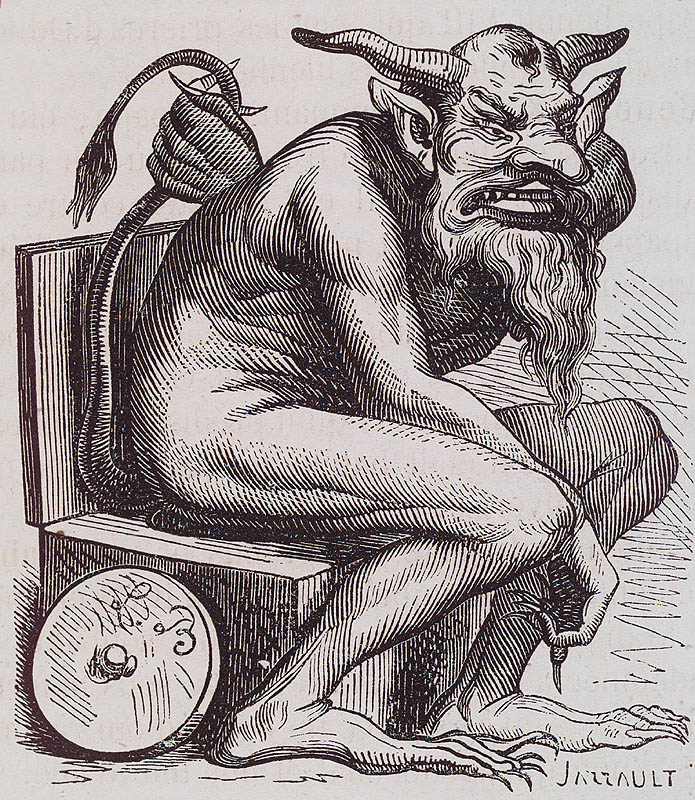
コラン・ド・プランシー著『地獄の辞典』での肖像画。

旧約聖書『民数記』第25章によれば、イスラエルの民がモーセに率いられてカナンの地に入る前にモアブの地を訪れた。モアブの娘たちは、バアル・ペオルに供犠を捧げる際にイスラエルの民も招き、バアル・ペオルを始めとする自分たちの神々を礼拝させ、食事をともにした。イスラエルの神ヤハウェはこれに激怒、参加した者たちを死刑に処すようモーセに命じさせたが、それでも怒りは収まらず、疫病をもたらして24000もの人々の命を奪ったという。旧約聖書に於いて、この災害は「ペオルの事件」などと呼ばれる。
後の悪魔学では、ベルフェゴールは好色の罪を司り、また占星術で性愛の星とされる金星の悪魔とされるが、これはペオルの事件の際、娘たちが色仕掛けでイスラエルの民を誘惑したという解釈に基づく。
ベルフェゴールはまた人間界の結婚生活などをのぞき見る悪魔とされ、女性の心に性的で不道徳な心を芽生えさせる力を持ち、その為か、女性に対して非常な不信感を持っていたとされる。
中世ヨーロッパの伝説によれば、ある時魔界で「幸福な結婚というものは果たして存在するのか?」という議論が起こり、実際にそれを見てくるためにベルフェゴールは人間界へやってきたという。彼は様々な人間の結婚生活を観察したが、その結果幸福な結婚など無いと言う結論を出したとされる。
女性不信というベルフェゴールの性格より、ベルフェゴールと言う言葉は「人間（女性）嫌い」を示唆する言葉としても使用される。また、「ベルフェゴールの探求」とは、不可能な計画をほのめかす皮肉な言葉であった。
一説によれば、ベルフェゴールはベルゼブブの配下である悪魔、料理長のニスロクと同一視される場合もある。
容姿は一般には牛の尾にねじれた二本の角、顎には髭を蓄えた醜悪な姿で、寝室の奥で洋式便所（横に便器の蓋を立てかけてある）に座った姿で知られる。しかしこれはコラン・ド・プランシーの『地獄の辞典』に収録された挿絵が初出であり、かなり新しいイメージといえる。また、それとは別に妖艶な美女として描かれることもあるが、これはペオルの事件をイメージした物であろう。

## 文学でのベルフェゴール
フィレンツェの外交官ニッコロ・マキャヴェッリは散文小説『大悪魔ベルファゴール』を1549年に出版している。上述のベルフェゴールの探求と妻を娶る悪魔というスラヴの民間伝承をテーマとしている。
地獄の議会より結婚の調査のために派遣されたベルファゴールは、ロデリーゴ・ディ・カスティーリアと名乗りイタリアに住居する。ロデリーゴはオネスタという絶世の美女と結婚し、彼女を深く愛してしまうが、オネスタはルチーフェロすら持ち合わせていないような傲岸さでロデリーゴを苦しめ、最終的にベルファゴールは結婚制度を非難しながら地獄へと戻る。

## 映像世界でのベルフェゴール
フランスでは、「ルーブル美術館を夜中に歩き回る怪物」という都市伝説のキャラクターとして人気があり、これを下敷きに1927年にアルチュール・ベルネッドによる推理仕立ての小説が新聞で連載されたほどである。同年、この小説を題材にアンリ・デフォンテーヌ監督による映画化もされ、その後もテレビドラマや再映画化のたびに、フランスでは大ヒットしている。